# Cédric Botter
Cédric Botter, né le 23 janvier 1985 à la Chaux-de-Fonds à la clinique Montbriant, est un joueur professionnel suisse de hockey sur glace.

## Carrière

### Carrière en club
Il a été formé au HC La Chaux-de-Fonds. À 15 ans il rejoint le CP Berne, club avec lequel il a fait ses débuts en LNA durant la saison 2002-2003.
En 2004, en plus de 24 matchs en saison régulière avec son club formateur, il dispute 16 rencontres avec un autre club du canton de Berne, le SC Langenthal qui évolue en LNB. En 2005, il signe à Fribourg-Gottéron. N’ayant pas obtenu de nouveau contrat de la part de Fribourg à la fin de la saison 2012-2013, après un essai non concluant à Bienne durant l’été et malgré quelques offres, il se voit obliger de mettre un terme à sa carrière de sportif professionnel, tout en continuant ses études en volcanologie à l’Université de Fribourg.

### Carrière internationale
Il a participé avec l'équipe de Suisse des moins de 18 ans au Championnat du monde moins de 18 ans de hockey sur glace en 2003 à Iaroslavl en Russie.

## Statistiques
| Saison     | Équipe               | Ligue      |     | Saison régulière | Saison régulière | Saison régulière | Saison régulière | Saison régulière |   | Séries éliminatoires | Séries éliminatoires | Séries éliminatoires | Séries éliminatoires | Séries éliminatoires |
| Saison     | Équipe               | Ligue      | PJ  | B                | A                | Pts              | Pun              | PJ               | B | A                    | Pts                  | Pun                  |                      |                      |
| 2002-2003  | CP Berne             | LNA        | 8   | 0                | 0                | 0                | 0                | -                | - | -                    | -                    | -                    |                      |                      |
| 2003-2004  | CP Berne             | LNA        | 24  | 0                | 0                | 0                | 2                | 9                | 0 | 0                    | 0                    | 0                    |                      |                      |
| 2004-2005  | SC Langenthal        | LNB        | 16  | 4                | 9                | 13               | 36               | -                | - | -                    | -                    | -                    |                      |                      |
| 2004-2005  | CP Berne             | LNA        | 23  | 0                | 1                | 1                | 6                | 8                | 0 | 0                    | 0                    | 0                    |                      |                      |
| 2005-2006  | HC Fribourg-Gottéron | LNA        | 43  | 0                | 1                | 1                | 90               | 12               | 1 | 0                    | 1                    | 10                   |                      |                      |
| 2006-2007  | HC Fribourg-Gottéron | LNA        | 29  | 4                | 2                | 6                | 8                | 4                | 0 | 0                    | 0                    | 2                    |                      |                      |
| 2007-2008  | HC Fribourg-Gottéron | LNA        | 50  | 3                | 9                | 12               | 30               | 6                | 0 | 1                    | 1                    | 0                    |                      |                      |
| 2008-2009  | HC Fribourg-Gottéron | LNA        | 44  | 4                | 5                | 9                | 22               | 4                | 0 | 0                    | 0                    | 2                    |                      |                      |
| 2009-2010  | HC Fribourg-Gottéron | LNA        | 40  | 4                | 2                | 6                | 16               | 5                | 0 | 0                    | 0                    | 2                    |                      |                      |
| 2010-2011  | HC Fribourg-Gottéron | LNA        | 36  | 3                | 4                | 7                | 49               | 4                | 0 | 0                    | 0                    | 6                    |                      |                      |
| 2011-2012  | HC Fribourg-Gottéron | LNA        | 47  | 4                | 8                | 12               | 38               | 4                | 0 | 0                    | 0                    | 2                    |                      |                      |
| 2012-2013  | HC Fribourg-Gottéron | LNA        | 46  | 4                | 2                | 6                | 26               | 18               | 4 | 1                    | 5                    | 4                    |                      |                      |
| Totaux LNA | Totaux LNA           | Totaux LNA | 390 | 26               | 34               | 60               | 287              | 74               | 5 | 2                    | 7                    | 28                   |                      |                      |

| Année | Équipe               | Compétition      |   | PJ | B | A | Pts | Pun | +/-                         |  | Résultat |
| 2003  | Suisse -20 ans       | CM U18           | 6 | 2  | 1 | 3 | 8   | -3  | 9e place                    |  |          |
| 2012  | HC Fribourg-Gottéron | Trophée européen | 8 | 0  | 0 | 0 | 8   |     | 7e place de la division Est |  |          |
| 2012  | HC Fribourg-Gottéron | Coupe Spengler   | 3 | 0  | 0 | 0 | 0   | 0   | Demi-finaliste              |  |          |